# Finale della Coppa delle nazioni africane 1978
La finale della Coppa delle nazioni africane 1978 si disputò il 16 marzo 1978 allo al Ohene Djan Stadium di Accra, tra le nazionali di Ghana e Uganda. La partita fu vinta per 2-0 dal Ghana, che si aggiudicò il suo terzo trofeo nella massima competizione tra nazionali maschili africane.

## Le squadre
| Squadra | Finali (o spareggi) disputate in precedenza (il grassetto indica la vittoria) |
| ------- | ----------------------------------------------------------------------------- |
| Ghana   | 4 (1963, 1965, 1968, 1970)                                                    |
| Uganda  | Nessuna                                                                       |

## Cammino verso la finale

### Tabella riassuntiva del percorso
| Squadra    | Pt | G |
| ---------- | -- | - |
| Ghana      | 5  | 3 |
| Nigeria    | 4  | 3 |
| Zambia     | 3  | 3 |
| Alto Volta | 0  | 3 |

| Squadra           | Pt | G |
| ----------------- | -- | - |
| Uganda            | 4  | 3 |
| Tunisia           | 4  | 3 |
| Marocco           | 3  | 3 |
| Congo-Brazzaville | 1  | 3 |

## Tabellino
| Arbitro: | Yousef El Ghoul |

|                  |           |  |
| Afriyie 38’, 64’ | Marcatori |  |

| Ghana | Uganda |

| Ghana           |    |                     |  |     |
|                 |    |                     |  |     |
| P               |    | Joe Carr            |  |     |
| D               |    | P.S.K. Paha         |  | 70’ |
| D               |    | Awuley Quaye        |  |     |
| D               | 3  | James Kuuku Dadzie  |  |     |
| D               |    | Isaac Acquaye       |  |     |
| C               |    | John Nketia Yawson  |  |     |
| C               |    | Mohammed Polo       |  |     |
| C               |    | Addae Kyenkyehene   |  |     |
| C               | 10 | Karim Abdul Razak   |  |     |
| A               |    | Opoku Afriyie       |  |     |
| A               |    | Anas Seidu          |  | 71’ |
| Sostituzioni:   |    |                     |  |     |
| D               |    | Emmanuel Ofei Ansah |  | 70’ |
| A               |    | Dan Kayede          |  | 71’ |
| CT:             |    |                     |  |     |
| Fred Osam-Duodu |    |                     |  |     |

| Uganda        |  |                  |  |     |
|               |  |                  |  |     |
| P             |  | Paul Ssali       |  |     |
| D             |  | Eddie Ssemwanga  |  |     |
| D             |  | Jimmy Kirunda    |  |     |
| D             |  | Sam Musenze      |  |     |
| D             |  | Tom Lwanga       |  |     |
| C             |  | Abdulla Nasur    |  | 55’ |
| C             |  | Moses Nsereko    |  |     |
| C             |  | Mike Kiganda     |  |     |
| C             |  | Godfrey Kisitu   |  | 52’ |
| A             |  | Phillip Omondi   |  |     |
| A             |  | Fred Isabirye    |  |     |
| Sostituzioni: |  |                  |  |     |
| D             |  | Meddie Lubega    |  | 52’ |
| C             |  | Barnabas Mwesiga |  | 55’ |
| CT:           |  |                  |  |     |
| Peter Okee    |  |                  |  |     |